# 哥倫布 (得克薩斯州)
哥倫布（Columbus）是位於美國得克薩斯州東南部的一個城鎮，屬科羅拉多縣，休斯敦以西74英里（119）處。據2010年美國人口普查，哥倫布有人口3,655人。哥倫布是科羅拉多縣的縣治。

## 外部連結
- City of Columbus official website（页面存档备份，存于）
- Columbus Convention and Visitors Bureau（页面存档备份，存于）
- Columbus Independent School District（页面存档备份，存于）